# Tarida

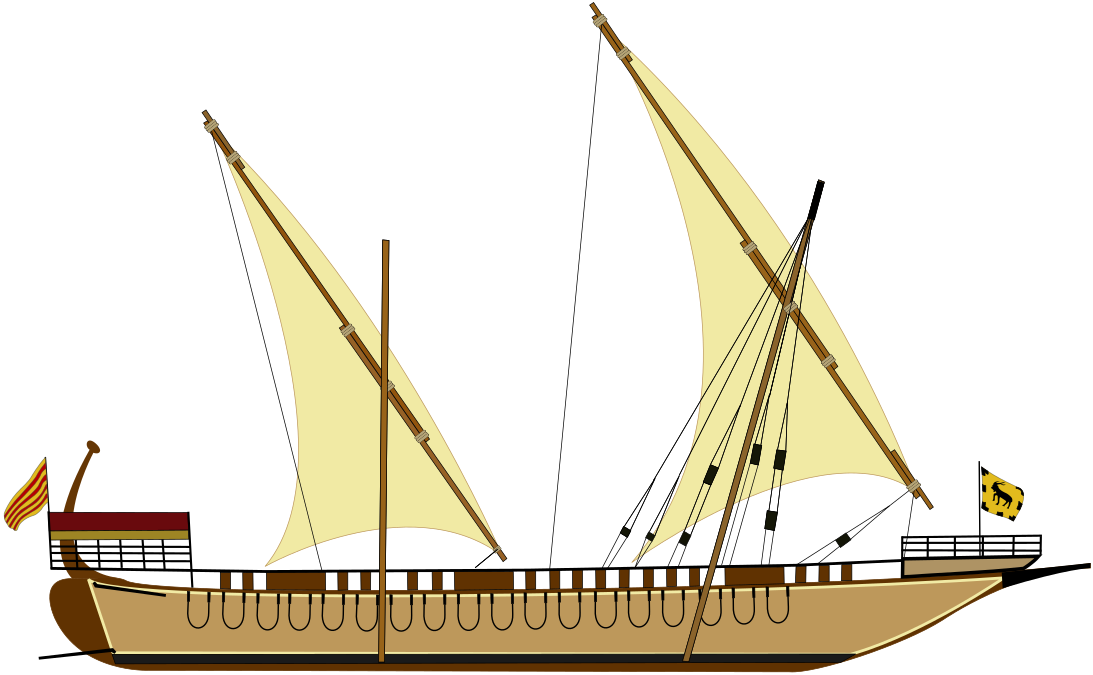
Vista lateral d'una tarida habilitada pel transport de cavalls.

La tarida (de l'àrab: teridah) era un petit vaixell comercial de la família de les galeres.
La tarida, era un vaixell d'una única coberta, i disposava de 150 rems, sent llarga, amb dos pals i amb aparell llatí, amb dues veles diferents per emprar segons el vent i la mar.
Si bé era un vaixell comercial, de vegades tenia un castell; en temps de guerra s'armaven per a l'ús militar emprant-se per al transport dels cavalls i les màquines de guerra, disposant de porta per facilitar l'embarcament i desembarcament.